# Arbogaån
Der Arbogaån ist ein Fluss in Örebro län und Västmanlands län in Schweden.
Er hat seinen Ursprung im See Väringen.
Von dort fließt er in östlicher Richtung,
passiert die Stadt Arboga und mündet bei Kungsör in das Westende des Mälaren.
Die Flusslänge des Arbogaån beträgt 45 km.
Einschließlich Quellflüssen sind es 163 km.
Das Einzugsgebiet umfasst 3808 km².
Über den Hjälmare-Kanal ist der Fluss mit dem südlich gelegenen See Hjälmaren verbunden.
Ab Arboga ist der Fluss schiffbar.